# Mercè Angla Escaler
Mercè Angla Escaler va néixer l'any 1928 al poble de Calders, al Moianès, a la finca familiar de Can Angla. Va anar a l'escola fins als 15 anys i als 18 es va casar. Va anar a viure amb la família del marit, al Barri Vell de Manresa, i es va dedicar a les feines de la llar. Va tenir cinc fills, un dels quals va morir, i una filla.
Durant els anys de clandestinitat, arran de les activitats en les quals participaven els fills i el marit van passar angoixes, que recorda, però, com un patiment saludable. Quan el fill petit ja tenia 12 anys i ella més de 40, va decidir que volia fer coses fora de casa. Va fer cursos de formació i va participar en activitats culturals i socials.
L'any 1976 una colla de joves la van anar a buscar per organitzar l'Associació de Veïns i veïnes del Barri Vell. Els seus objectius eren rehabilitar un barri de gent treballadora que s'havia degradat i aconseguir escoles bressol per als infants i serveis per a la gent gran. Van llogar, a nom seu, un pis propietat de l'església i ella va formar part, des de l'inici, de la Junta i de comissions diverses i va encapçalar les mobilitzacions veïnals. Per ella, les millores del barri eren indestriables de les relacions entre les persones que hi vivien, de manera que, més enllà del sentiment de pertinença a un carrer, aflorés el sentiment col·lectiu de barri.
Va participar en trobades de dones en les quals es parlava de feminisme, de manera que entre activitats i trobades se sentia una dona lliure.
L'acció veïnal va prendre volada i, a la seu de l'Associació del Barri Vell, es va fundar la Coordinadora de Barris de Manresa i la Coordinadora de Jubilats i Pensionistes de la ciutat. El Barri Vell es va anar transformant i en el procés de lluita se li va restituir el valor històric i va passar a anomenar-se Barri Antic.
L'any 2001 va ser homenatjada en el 25è aniversari de l'Associació de Veïns i veïnes del Barri Antic. L'entitat va fer presidenta d'honor una dona a qui agrada, sobretot, la relació entre les persones, des del profund reconeixement a la seva mare per haver-la ensenyada a estimar